# Aktassiidae
Aktassiidae – wymarła rodzina ważek z podrzędu Epiprocta, infrarzędu ważek różnoskrzydłych i nadrodziny Petaluroidea. Ich zapis kopalny obejmuje okresy jury i kredy.  Ich skamieniałości znane są z terenów obecnej Europy i Azji.

## Taksonomia
Takson ten wprowadzony został przez Ludmiłę N. Pritykinę w 1968 roku. W 1996 roku zredefiniowany został on przez Güntera Bechly’ego. W 1998 roku André Nel i współpracownicy włączyli do Aktassiidae dwa dodatkowe rodzaje oraz wprowadzili podział rodziny na dwie podrodziny. Kolejny rodzaj opisany został w 2010 roku przez Lin Qibina, André Nel i Huang Diyinga. Systematyka tej rodziny przedstawia się następująco:
- Pseudocymatophlebiinae Nel et al., 1998
  - Pseudocymatophlebia Nel et al., 1998
- Aktassiinae Pritykina, 1968
  - Aeschnogomphus Handlirsch, 1906
  - Aktassia Pritykina, 1968
  - Sinaktassia Lin et al., 2010[2]

Aktassiidae wraz z Petaluridae zaliczane są do nadrodziny Petaluroidea, umieszczanej w kladach Petalurodea i szerszym Petalurida. Od Petaluridae wyróżniają się one przede wszystkim znacznie gęstszym użyłkowaniem skrzydeł i co za tym idzie wyraźnie zwiększoną względem pierwotnego planu budowy liczbą komórek.